# 79 Evrinoma
79 Evrinoma (mednarodno ime 79 Eurynome) je velik in svetel asteroid tipa S v glavnem asteroidnem pasu. 

## Odkritje
Asteroid je odkril James Craig Watson (1838 – 1880) 14. septembra 1863.. Asteroid je poimenovan po eni izmed mnogih žensk z imenom Evrinoma iz grške mitologije. 

## Lastnosti
Asteroid Evrinoma obkroži Sonce v 3,24 letih. Njegova tirnica ima izsrednost 0,192, nagnjena pa je za 4,622 ° proti ekliptiki. Njegov premer je 66,5 km, okrog svoje osi pa se zavrti v 5,978 urah .
Asteroid je po vsej verjetnosti sestavljen iz silikatnih kamnin in zlitine niklja z železom .